# Druhá vláda Moše Šareta
Druhá vláda Moše Šareta byla sestavena Moše Šaretem během druhého Knesetu 29. června 1955. Šaret ze své koalice, kterou tvořily strany Mapaj, Mizrachi, ha-Po'el ha-Mizrachi, Demokratická kandidátka izraelských Arabů, Kidma ve-avoda a Chakla'ut ve-pituach vyřadil Všeobecné sionisty a Progresivní stranu.
Jedinou změnou v kabinetu oproti předchozí vládě bylo vyřazení ministrů za Všeobecné sionisty Josefa Serlina, Jisra'ela Rokeache a Josefa Sapira; Šaret rozdělil jejich portfolia mezi stávající ministry. Pinchas Rosen, předseda Progresivní strany, která nebyla součástí koalice, zůstal ministrem spravedlnosti.
S výjimkou náměstka ministra školství a kultury Kalmana Kahany, který 15. srpna podal demisi, zůstala vláda v úřadu až do 3. listopadu 1955, tedy více než tři měsíce po volbách do Knesetu v červnu 1955.

## Členové vlády
| Vláda                                                    | Vláda                             | Vláda                   |
| Úřad                                                     | Člen vlády                        | Politická strana        |
| -------------------------------------------------------- | --------------------------------- | ----------------------- |
| Předseda vlády Ministr zahraničních věcí                 | Moše Šaret                        | Mapaj                   |
| Ministr zemědělství Ministr obchodu a průmyslu           | Perec Naftali                     | Mapaj                   |
| Ministr obrany                                           | David Ben Gurion                  | Mapaj                   |
| Ministr rozvoje                                          | Dov Josef                         | Mapaj                   |
| Ministr školství a kultury                               | Ben Cijon Dinur                   | Nebyl členem Knesetu    |
| Ministr financí                                          | Levi Eškol                        | Mapaj                   |
| Ministr zdravotnictví                                    | Dov Josef                         | Mapaj                   |
| Ministr vnitra Ministr náboženství Ministr sociální péče | Chajim-Moše Šapira                | ha-Po'el ha-Mizrachi    |
| Ministr spravedlnosti                                    | Pinchas Rosen                     | Progresivní strana      |
| Ministryně práce                                         | Golda Meirová                     | Mapaj                   |
| Ministr policie                                          | Bechor-Šalom Šitrit               | Mapaj                   |
| Ministr pro poštovní služby                              | Josef Burg                        | ha-Po'el ha-Mizrachi    |
| Ministr dopravy                                          | Zalman Aran                       | Mapaj                   |
| Náměstek ministra školství a kultury                     | Kalman Kahana (do 15. srpna 1955) | Po'alej Agudat Jisra'el |